# 日本とガイアナの関係
日本とガイアナの関係（にほんとガイアナのかんけい、英語: Japan–Guyana relations） では、日本とガイアナの関係について概説する。

## 両国の比較
|             | ガイアナ                   | 日本                           | 両国の差                  |
| ----------- | -------------------------- | ------------------------------ | ------------------------- |
| 人口        | 78万2766人（2019年）       | 1億2626万人（2019年）          | 日本はガイアナの約161.3倍 |
| 国土面積    | 21万5000km²                | 37万7972 km²                   | 日本はガイアナの約1.8倍   |
| 首都        | ジョージタウン             | 東京都                         |                           |
| 最大都市    | ジョージタウン             | 東京都区部                     |                           |
| 政体        | 共和制 大統領制            | （民主制）議院内閣制           |                           |
| 公用語      | 英語                       | 日本語（事実上）               |                           |
| 国教        | なし                       | なし                           |                           |
| GDP（名目） | 51億7375万米ドル（2019年） | 5兆819億6954万米ドル（2019年） | 日本はガイアナの約982.3倍 |
| 地図        |                            |                                |                           |

## 歴史
1966年5月26日、イギリスからのガイアナ独立と同時に日本はこれを承認。1967年6月6日に外交関係を樹立し、大使館は在コロンビア日本国大使館が兼轄する事となった。1977年からは在ベネズエラ日本国大使館が兼轄。1980年1月に在ジョージタウン日本国名誉総領事が任命され、2006年からは在トリニダード・トバゴ日本国大使館に兼轄先が移った。一方、ガイアナ側は日本に大使館や総領事館を設置する事なく現在に至っている。

## 現況

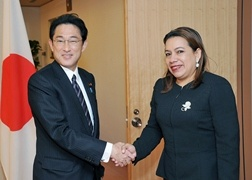
日・ガイアナ外相会談（2014年）

地理的に離れており、歴史的に接点が少ない。また、ガイアナはカリブ海諸国や領土問題を有するベネズエラを含む南米諸国、旧宗主国であるイギリス、アメリカ合衆国、カナダ、インド、中国等との外交関係を重視しており、両国ともに大使館実館を設置していないなど外交上の交流は少ない。しかし、2007年6月には当時ガイアナ大統領を務めていたバラット・ジャグデオが訪日して内閣総理大臣（当時）の安倍晋三と両国初の首脳会談を実施し、経済や環境で協力を深めていく事で意見が一致している。加えて、ガイアナは国連安保理改革や日本の常任理事国参入にも支持する姿勢を見せており、従来より日本の友好国である。また、ガイアナはカリブ共同体の加盟国であると同時にその本部はガイアナの首都ジョージタウンに置かれており、日本は防災や環境問題、島国開発などの面でカリブ共同体と連携を取る事が増えているなど、国際機関を通した結び付きを強めている。
経済面では、2019年のガイアナの対日輸出は9.1億円に対し、対日輸入は65.35億円とガイアナの大幅赤字となっている。主要な輸出品目はアルミニウムであり、主要な輸入品目は機械類や自動車である。しかし2015年に米エクソンモービルがガイアナ領海スタブローク鉱区で大規模油田を発見し、2020年からは石油生産と輸出が始まる。国際通貨基金は2020年のガイアナの経済成長率が86％となる予測を出すなど、急激な経済成長が起こる可能性が高く、産油国となる事で対日貿易を含めガイアナの貿易関係は今後大きく変わる可能性がある。経済援助は2017年までに累計150億円を突破し、日本はアメリカ合衆国、カナダ、ノルウェー、イギリスに次ぐ主要なガイアナの開発援助国である。
文化交流は乏しく、日本語教育なども行われていない。在日ガイアナ人は21人だが、在ガイアナ邦人は6名に留まる。また、2017年には首都ジョージタウンでは日本人観光客を狙った強盗事件が発生するなど治安が悪く、それ故に観光客の往来なども殆ど行われていないのが実情である。2015年の日本からガイアナへの観光客は僅か226人、ガイアナから日本への観光客は僅か64人に留まっている。

## 外交使節

### 駐ガイアナ日本大使
在トリニダード・トバゴ日本大使が兼轄

### 駐日ガイアナ大使
| 代 | 氏名                             | 在任期間        | 官職名       | 備考                                       |
| -- | -------------------------------- | --------------- | ------------ | ------------------------------------------ |
| 1  | ジョン・カーター                 | 1979年 - 1982年 | 特命全権大使 | 信任状捧呈は11月22日 初代 ニューヨーク常駐 |
| 2  | アシツ・アルタフ・モハメッド     | 1982年 - 1992年 | 特命全権大使 | 信任状捧呈は10月7日 ニューヨーク常駐       |
| 3  | サミュエル・ルドルフ・インサナリ | 1992年 - 2010年 | 特命全権大使 | 信任状捧呈は6月29日 ニューヨーク常駐       |
|    | ジョージ・W・タルボット          | 2010年 - 2015年 | 臨時代理大使 | ニューヨーク常駐                           |
|    | ネイシャンタ・ベン               | 2015年 - 2023年 | 臨時代理大使 | 北京常駐                                   |
|    | ダネル・マーシャル               | 2023年          | 臨時代理大使 | 北京常駐                                   |
|    | ケリー・エイブラムス             | 2023年 - 2024年 | 臨時代理大使 | 北京常駐                                   |
| 4  | アンイン・チョウ                 | 2024年 -        | 特命全権大使 | 信任状捧呈は9月9日 北京常駐                |